# 真符县
真符县，中国古县名。
唐朝天宝八载（749年）置，治所在梨园（今陕西省洋县北）。因凿山得玉册，故名。属京兆府。十一载移治桑坪店（今洋县北华阳镇）。北宋乾德四年（966年）移治今洋县东真符村。元朝至元二年（1265年）废。